# 1. ŽNL Zadarska 2012./13.
Ovaj članak je podtema članka: 4. rang HNL-a 2012./13.

1. ŽNL Zadarska u sezoni 2012./13. je predstavljala prvi stupanj županijske lige u Zadarskoj županiji, te ligu četvrtog stupnja hrvatskog nogometnog prvenstva. 
 
U natjecanju je sudjelovalo četrnaest klubova, a ligu je osvojio klub "Polača".  

## Sustav natjecanja
Četrnaest klubova igralo dvokružnu ligu (26 kola).

## Momčadi
- Dragovoljac – Poličnik
- Hajduk – Pridraga
- Hrvatski vitez – Posedarje
- NOŠK – Novigrad
- Pag – Pag
- Pakoštane – Pakoštane
- Podgradina – Podgradina
- Polača – Polača
- Raštane – Gornje Raštane
- Sabunjar – Privlaka
- Škabrnja – Škabrnja
- Velebit – Gračac
- Zlatna Luka – Sukošan
- Zrmanja – Obrovac

## Ljestvica
| mj. | klub                     | ut. | pob | ner | por | gol+ | gol- | bod |
| --- | ------------------------ | --- | --- | --- | --- | ---- | ---- | --- |
| 1.  | Polača                   | 26  | 23  | 1   | 2   | 90   | 19   | 70  |
| 2.  | Škabrnja                 | 26  | 15  | 7   | 4   | 62   | 24   | 52  |
| 3.  | Hajduk Pridraga          | 26  | 15  | 6   | 5   | 63   | 31   | 51  |
| 4.  | Dragovoljac Poličnik     | 26  | 15  | 4   | 7   | 61   | 30   | 49  |
| 5.  | Sabunjar Privlaka        | 26  | 13  | 6   | 7   | 54   | 37   | 45  |
| 6.  | Zlatna Luka Sukošan      | 26  | 11  | 4   | 11  | 45   | 35   | 37  |
| 7.  | Hrvatski Vitez Posedarje | 26  | 10  | 7   | 9   | 38   | 35   | 37  |
| 8.  | NOŠK Novigrad            | 26  | 8   | 6   | 12  | 32   | 41   | 30  |
| 9.  | Pakoštane                | 26  | 8   | 4   | 14  | 39   | 45   | 28  |
| 10. | Velebit Gračac           | 26  | 7   | 6   | 13  | 34   | 62   | 27  |
| 11. | Raštane (Gornje Raštane) | 26  | 8   | 3   | 15  | 35   | 65   | 27  |
| 12. | Zrmanja Obrovac          | 26  | 6   | 4   | 16  | 28   | 74   | 22  |
| 13. | Podgradina               | 26  | 5   | 5   | 16  | 34   | 79   | 20  |
| 14. | Pag                      | 26  | 4   | 5   | 17  | 22   | 60   | 17  |

## Rezultatska križaljka
| kratica | klub                     | DRA | HAJ | HRV | NOŠK | PAG | PAK | POD | POL | RAŠ | SAB | ŠKA | VEL | ZLL | ZRM |
| --- | ------------------------ | --- | --- | --- | ---- | --- | --- | --- | --- | --- | --- | --- | --- | --- | --- |
| DRA | Dragovoljac Poličnik     |     |     |     |      |     |     |     |     |     |     |     |     |     |     |
| HAJ | Hajduk Pridraga          |     |     |     |      |     |     |     |     |     |     |     |     |     |     |
| HRV | Hrvatski Vitez Posedarje |     |     |     |      |     |     |     |     |     |     |     |     |     |     |
| NOŠK | NOŠK Novigrad            |     |     |     |      |     |     |     |     |     |     |     |     |     |     |
| PAG | Pag                      |     |     |     |      |     |     |     |     |     |     |     |     |     |     |
| PAK | Pakoštane                |     |     |     |      |     |     |     |     |     |     |     |     |     |     |
| POD | Podgradina               |     |     |     |      |     |     |     |     |     |     |     |     |     |     |
| POL | Polača                   |     |     |     |      |     |     |     |     |     |     |     |     |     |     |
| RAŠ | Raštane (Gornje Raštane) |     |     |     |      |     |     |     |     |     |     |     |     |     |     |
| SAB | Sabunjar Privlaka        |     |     |     |      |     |     |     |     |     |     |     |     |     |     |
| ŠKA | Škabrnja                 |     |     |     |      |     |     |     |     |     |     |     |     |     |     |
| VEL | Velebit Gračac           |     |     |     |      |     |     |     |     |     |     |     |     |     |     |
| ZLL | Zlatna Luka Sukošan      |     |     |     |      |     |     |     |     |     |     |     |     |     |     |
| ZRM | Zrmanja Obrovac          |     |     |     |      |     |     |     |     |     |     |     |     |     |     |
| |                          |     |     |     |      |     |     |     |     |     |     |     |     |     |     |
| podebljan rezultat - utakmice od 1. do 13. kola (1. utakmica između klubova) rezultat normalne debljine - utakmice od 14. do 26. kola (2. utakmica između klubova) rezultat nakošen - nije vidljiv redoslijed odigravanja međusobnih utakmica iz dostupnih izvora rezultat nakošen i smanjen * - iz dostupnih izvora nije uočljiv domaćin susreta prekrižen rezultat - poništena ili brisana utakmica p - utakmica prekinuta 3:0 p.f. / 0:3 p.f. - rezultat 3:0 bez borbe n.i. - nije igrano |                          |     |     |     |      |     |     |     |     |     |     |     |     |     |     |

Izvori: 

## Vanjske poveznice
- nszz-zadar.hr, Nogometni savez Zadarske županije